# ウィニペグ・ジェームス・アームストロング・リチャードソン国際空港
ウィニペグ・ジェームス・アームストロング・リチャードソン国際空港（英語：Winnipeg James Armstrong Richardson International Airport）は、カナダ・マニトバ州ウィニペグにある国際空港。単にウィニペグ国際空港（Winnipeg International Airport）と呼ばれることが多い。マニトバ州内で最も重要な空港である。24時間開港している。

## 施設
空港ターミナルビル1階にはアメリカ合衆国の税関と国境警備局があり、アメリカ行きの飛行機に搭乗する際は入国審査とセキュリティーチェックをここで行う。その他の場合は2階にてセキュリティーチェックを行う。
ゲートはJとKがアメリカ行きの専用ゲートで、他の国内線ゲートとは遮断された構造になっている。
航空会社や利用クラスに関わらず有料で利用できるラウンジ（Plaza Premium Lounge）も設けられている。

## 歴史
1928年にスティーブンソン飛行場（Stevenson Field）として開港。1958年にカナダ交通省の要請により、ウィニペグ国際空港に改称されている。現在のターミナルビルは1964年に開設され、1984年に拡張されたものである。2006年に、ウィニペグをベースに航空産業の発展に寄与した実業家ジェームス・アームストロング・リチャードソンにちなみ改称された。

## 主な就航路線
- トロント/ピアソン、バンクーバー、モントリオール、カルガリー、エドモントン、オタワ、ハリファックス、ケベックシティ、ビクトリア、ケロウナ
- ミネアポリス＝セントポール、フェニックス、ラスベガス、パームスプリングス、オーランド
- カンクン、プエルトバヤルタ、ロスカボス
- モンテゴベイ